# Sur la Terre
Albums de Martin Solveig
Suite
Sur la Terre est le premier album de Martin Solveig sorti en 2002.

## Liste des titres

### CD
| No  | Titre                                           | Auteur                       | Durée |
| --- | ----------------------------------------------- | ---------------------------- | ----- |
| 1.  | Intro (avec la voix de Chloé Solveig)           | Martin Solveig               | 1:00  |
| 2.  | Someday (chanté par Michael Robinson)           | Martin Solveig               | 5:37  |
| 3.  | I'm A Good Man (chanté par Lee Fields)          | Martin Solveig               | 5:50  |
| 4.  | Destiny (chanté par L.T. Brown)                 | Martin Solveig               | 4:30  |
| 5.  | Burning (chanté par L.T. Brown)                 | Martin Solveig               | 3:46  |
| 6.  | Linda (chanté par César Anot)                   | Martin Solveig               | 6:09  |
| 7.  | You Are My Friend (chanté par Michael Robinson) | Martin Solveig               | 6:22  |
| 8.  | On My Mind (chanté par Gail Powers)             | Martin Solveig               | 4:39  |
| 9.  | Heart Of Africa (avec la voix d'Isobella)       | Martin Solveig               | 6:25  |
| 10. | Mr. President                                   | Martin Solveig               | 5:15  |
| 11. | Edony (avec la voix de Pauline)                 | Hossam Ramzy, Martin Solveig | 3:35  |
| 12. | Sur La Terre (instrumental)                     | Martin Solveig               | 5:06  |

### Double 33 tours
| 1. | I'm A Good Man         | 5:32 |
| 2. | Heart Of Africa        | 6:09 |
| 3. | Someday                | 6:42 |
| 4. | Destiny (2002 version) | 4:44 |

| 1. | Linda                       | 6:17 |
| 2. | Burning                     | 3:46 |
| 3. | You Are My Friend           | 6:34 |
| 4. | Sur La Terre (instrumental) | 5:30 |

## Crédits
| - César Anot - chanteur, basse - Nicolas Bach - photographie - Myriam Betty - chœurs - L.T. Brown - chanteur, chœurs, percussion vocale - Tom Coyne - mastering - Deluxedesigngraphique - design - Éric Donard - mixage - Ramon Escobosa - photographie - Xavier Fauthoux - saxophone - Lee Fields - chanteur - Jean-Baptiste Gaudray - guitare - Bessy Gordon - chœurs - DJ Gregory - programmation batterie - Isobella - mots parlés - Laurent Meyer - flûte, saxophone | - Claude Monnet - programmation batterie - Romain Mucelli - orgue - Nicolas Noël - Fender Rhodes, orgue, piano - Pauline - mots parlés - Gail Powers - chanteuse, chœurs - Hossam Ramzy - percussion - Cathy Renoir - chœurs - Michael Robinson - chanteur, chœurs - Julia Sarr - chœurs - Dove Sitruk - batterie additionnelle - Chloé Solveig - mots parlés - Martin Solveig - chœurs, autres instruments, mixage, percussion vocale, programmation - Manuel Wandji - percussion - Oliza Zamati - chœurs |

- Écrit, composé et réalisé par Martin Solveig pour Mixture Stereophonic
  - "Edony" composé par Hossam Ramzy
- Publié par Penso Positivo
  - "Edony" publié par Arc Music, Mighty Bop Sessions et Penso Positivo
- Mixé au Studio Big Wheels, Montreuil
- Masterisé à Sterling Sound, New York